# Sânnicolau Mare

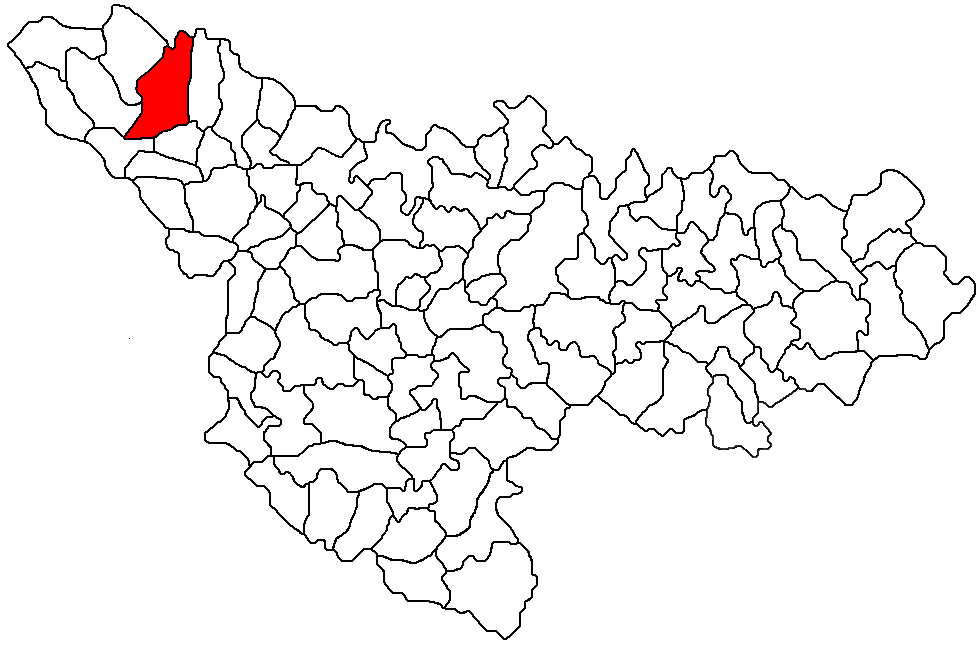
Lage von Sânnicolau Mare im Kreis Timiș

Sânnicolau Mare [sɨnnikoˌla.u ˈmare] (auch Sânnicolaul Mare, alte Rechtschreibung Sînnicolau Mare; deutsch Groß Sankt Nikolaus oder Großsanktnikolaus, banatschwäbisch Nikloos, Sanktniklos oder Semiklosch ungarisch Nagyszentmiklós) ist eine Stadt im Kreis Timiș in der Region Banat in Rumänien.

## Geographische Lage
Sânnicolau Mare liegt im äußersten Westen Rumäniens, in der Banater Heide, 64 km nordwestlich von Timișoara. Sie ist eine Grenzstadt und liegt etwa 8 Kilometer von Ungarn und 25 Kilometer von Serbien entfernt. Sie befindet sich am Ufer der Aranka, einst ein Nebenarm der sechs Kilometer nördlich fließenden Marosch.

## Nachbarorte
| Kiszombor      | Cenad                                       | Nădlac        |
| Dudeștii Vechi | Kompassrose, die auf Nachbargemeinden zeigt | Saravale      |
| Teremia Mare   | Tomnatic                                    | Sânpetru Mare |

## Geschichte
Die Besiedlungsspuren im Stadtgebiet gehen bis in die Jungsteinzeit zurück. Unter anderem in den Viile Promotortraten bronzezeitliche Funde ans Tageslicht. Die Hallstattzeit begegnet uns am Ufer des Aranca. Im frühen zweiten Jahrhundert, wohl während des zweiten Dakerkrieges, errichteten die Römer möglicherweise das so genannte Kastell Sânnicolau Mare, um die an der Marosch entlanglaufende Straße zu sichern. Noch teilweise im Gelände sichtbar ist der zwischen Sânnicolau Mare und Igriș verlaufende römische Verteidigungswall.

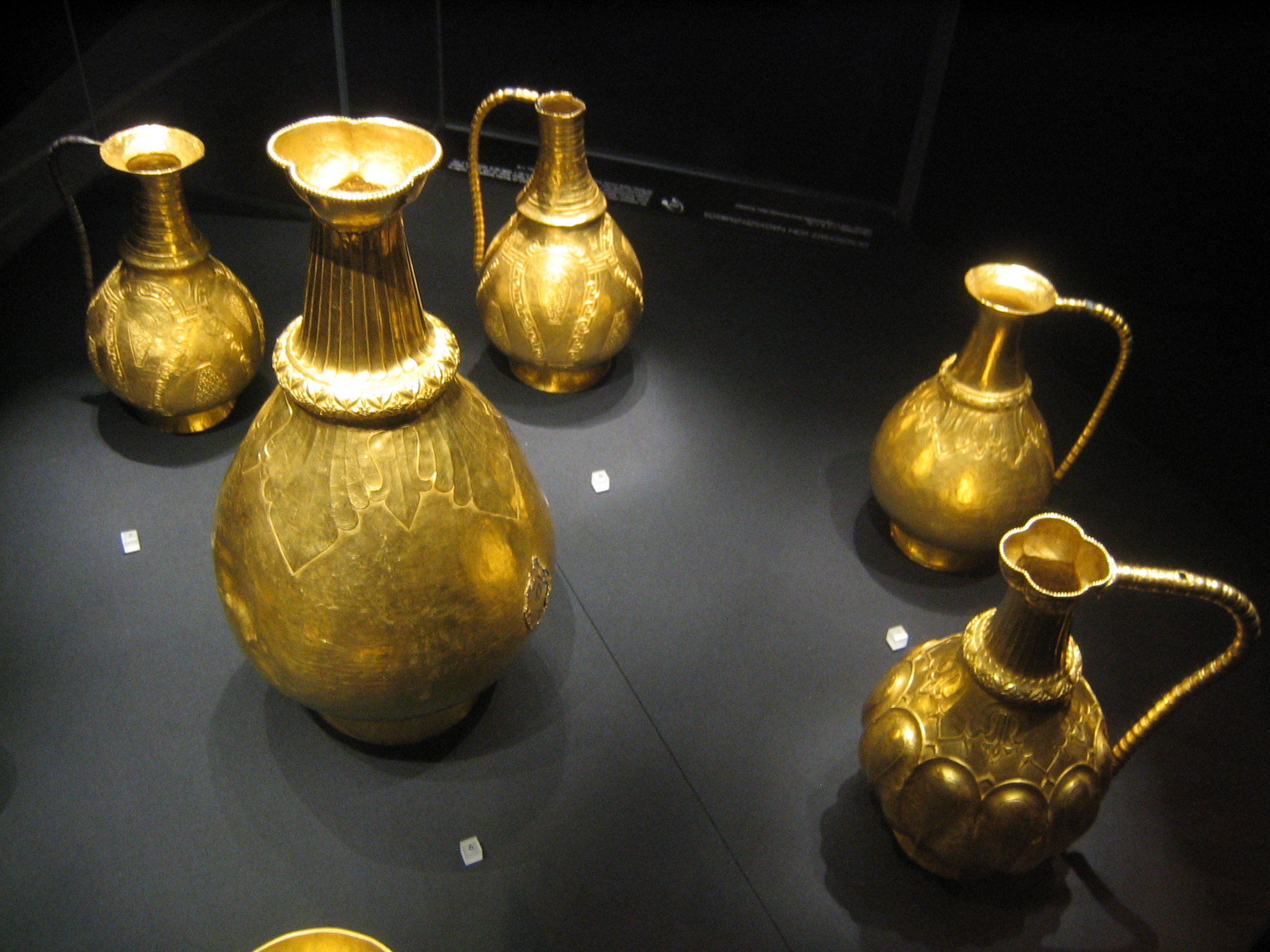
Goldschatz von Großsanktnikolaus

Der Schatz von Nagyszentmiklós, ein bedeutender Goldschatz, der 1799 von dem Bauern 'Pera Vuin' bei Grabungen in seinem Garten gefunden wurde, befindet sich heute im Kunsthistorischen Museum in Wien. Er besteht aus 23 frühmittelalterlichen Goldgefäßen mit einem Gesamtgewicht von beinahe 10 kg. Die ethnische wie kunsthistorische Zuordnung dieses Schatzes ist nicht ganz geklärt; wahrscheinlich sind die Gefäße zwischen dem 7. und dem 9. Jahrhundert gefertigt worden. Funde awarischer Gräber mit Runeninschriften auf Knochen entsprechen den Runen von Nagyszentmiklós, so dass nicht ausgeschlossen werden kann, dass die Goldfunde ebenfalls awarischer Herkunft sind. Auch eine bulgarische Herkunft ist möglich, da zu dieser Zeit das Erste Bulgarische Reich die Region beherrschte.
1179 wurde die Zisterzienserabtei Igriș gegründet, deren Ruinen sich etwa zehn Kilometer nordöstlich der heutigen Stadt befinden. Urkundlich wurde Sânnicolau Mare erstmals 1334 unter dem Namen Sanctus Michael erwähnt.

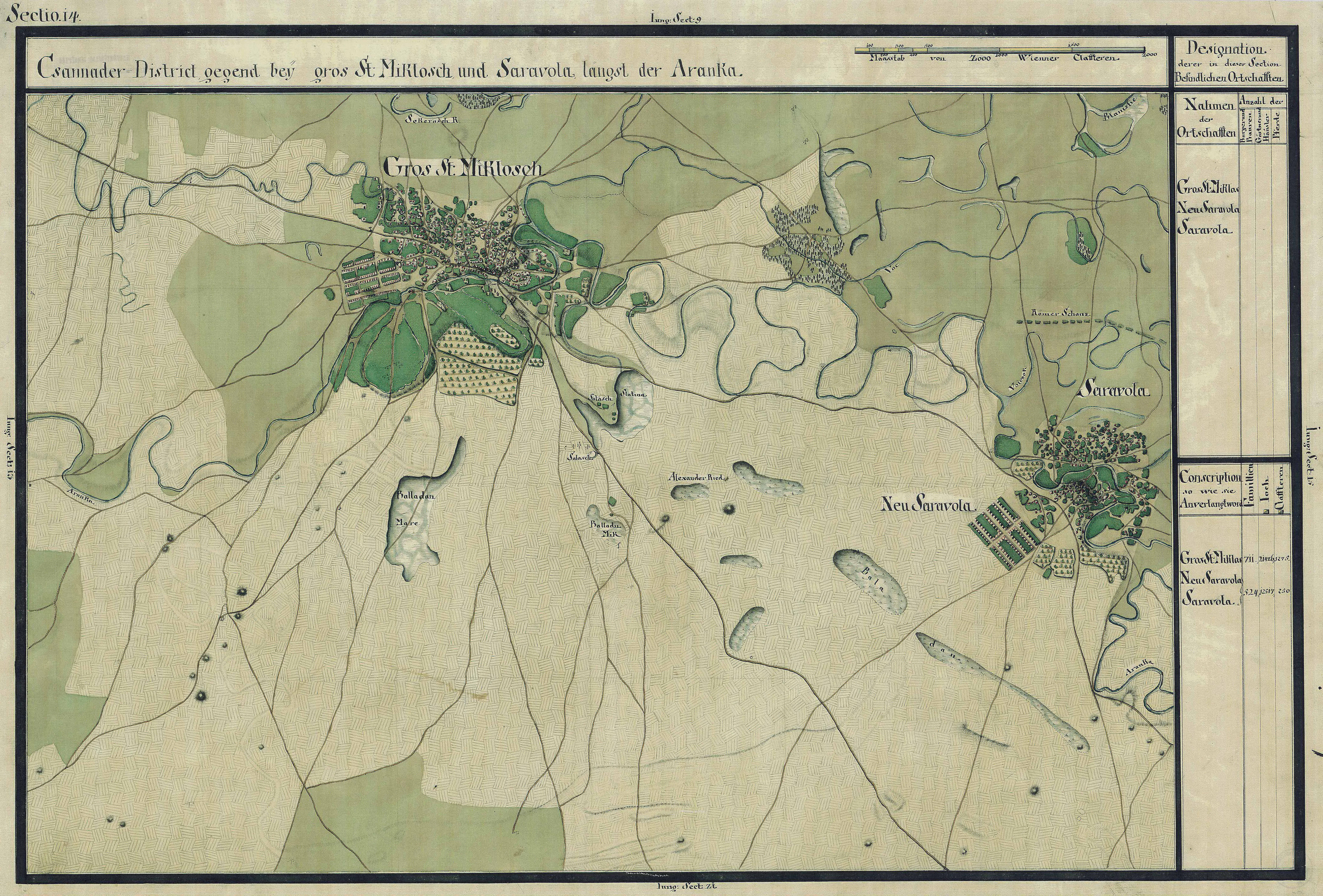
Großsanktnikolaus auf einer Karte der Josephinischen Landaufnahme

Nach dem Frieden von Passarowitz am 21. Juli 1718 wurde das Banat nach 164 Jahren Türkenherrschaft der Habsburgermonarchie angeschlossen und als kaiserliche Kron- und Kammerdomäne der Wiener Reichsregierung unterstellt. Es begann die habsburgische Kolonisation des Banats durch die sogenannten Schwabenzüge. Den Namen Großsanktnikolaus erhielt die Stadt im 18. Jahrhundert, als hier Deutsche angesiedelt wurden. Hier wurde am 25. März 1881 der ungarische Komponist Béla Bartók geboren. Die Stadt setzte ihrem berühmtesten Sohn ein Denkmal mit dreisprachiger Inschrift in Rumänisch, Ungarisch und Deutsch auf der Strada Victor Babeș, nahe der Kreuzung zur Calea lui Traian.
Die urbane Entwicklung von Großsanktnikolaus ist eng mit der Grafenfamilie Nakó verbunden. Die Familiengeschichte der Nakós reicht bis ins Mittelalter zurück: Den Dokumenten gemäß stammt die Familie aus dem griechischen Marktflecken Dogriani in Mazedonien. Die ersten Nakós im Banat waren ab Mitte des 18. Jahrhunderts ein griechisches Brüderpaar. Von Cristoph Nakó, (* 1745) stammt die erste Nakó-Generation aus Großsanktnikolaus ab. Im Jahr 1919 übersiedelte die Familie nach Ungarn. Das 1864 von Nakó Kalman errichtete Schloss in der Stadtmitte und die von der Familie gestiftete katholische Pfarrkirche erinnern auch heute noch an das Adelsgeschlecht.
Das Grafenkastell war im 20. Jahrhundert abwechselnd Sitz der Eisernen Garde, Kaserne, Traktoristenschule, Béla-Bartók-Museum, Haus der Pioniere und nach der Wende Disko und Fitnessstudio. Heute ist das Nakó-Schloss Kulturhaus und Stadtmuseum, mit der Statue von Béla Bartók im Vorgarten.
Bis 1920 gehörte Nagyszentmiklós zum ungarischen Komitat Torontál und kam dann infolge des Friedensvertrages von Trianon im Juni 1920 zu Rumänien.
Infolge des Waffen-SS-Abkommens vom 12. Mai 1943 zwischen der Antonescu-Regierung und Hitler-Deutschland wurden alle deutschstämmigen wehrpflichtigen Männer in die deutsche Armee eingezogen.
Noch vor Kriegsende, im Januar 1945, fand die Deportation aller volksdeutschen Frauen zwischen 18 und 30 Jahren und Männer im Alter von 16 bis 45 Jahren zur Aufbauarbeit in die Sowjetunion statt.
Das Bodenreformgesetz vom 23. März 1945, das die Enteignung der deutschen Bauern in Rumänien vorsah, entzog der ländlichen Bevölkerung die Lebensgrundlage. Der enteignete Boden wurde an Kleinbauern, Landarbeiter und Kolonisten aus anderen Landesteilen verteilt. Ab 1949 wurde die Kollektivierung der Landwirtschaft schrittweise eingeleitet. Durch das Nationalisierungsgesetz vom 11. Juni 1948 wurden alle Industrie- und Handelsbetriebe, Banken und Versicherungen unabhängig von der ethnischen Zugehörigkeit verstaatlicht.
Da die Bevölkerung entlang der rumänisch-jugoslawischen Grenze von der rumänischen Staatsführung nach dem Zerwürfnis Stalins mit Tito und dessen Ausschluss aus dem Kominform-Bündnis als Sicherheitsrisiko eingestuft wurde, erfolgte am 18. Juni 1951 die Deportation „von politisch unzuverlässlichen Elementen“ in die Bărăgan-Steppe unabhängig von der ethnischen Zugehörigkeit. Die rumänische Führung bezweckte zugleich den einsetzenden Widerstand gegen die bevorstehende Kollektivierung der Landwirtschaft zu brechen. Als die Bărăganverschleppten 1956 heimkehrten, erhielten sie die 1945 enteigneten Häuser und Höfe zurückerstattet. Der Feldbesitz wurde jedoch kollektiviert.

## Demografie

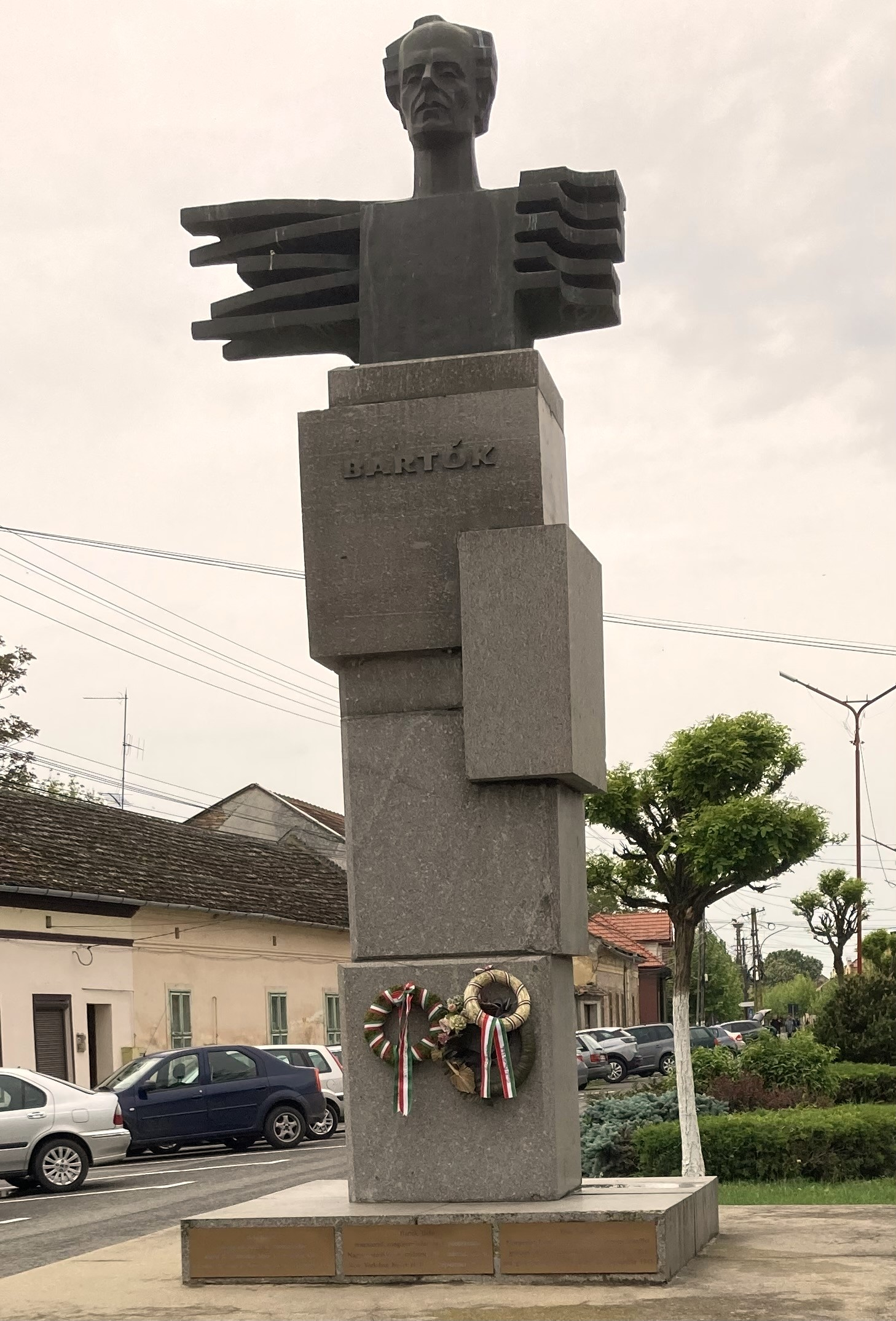
Denkmal von Béla Bartók

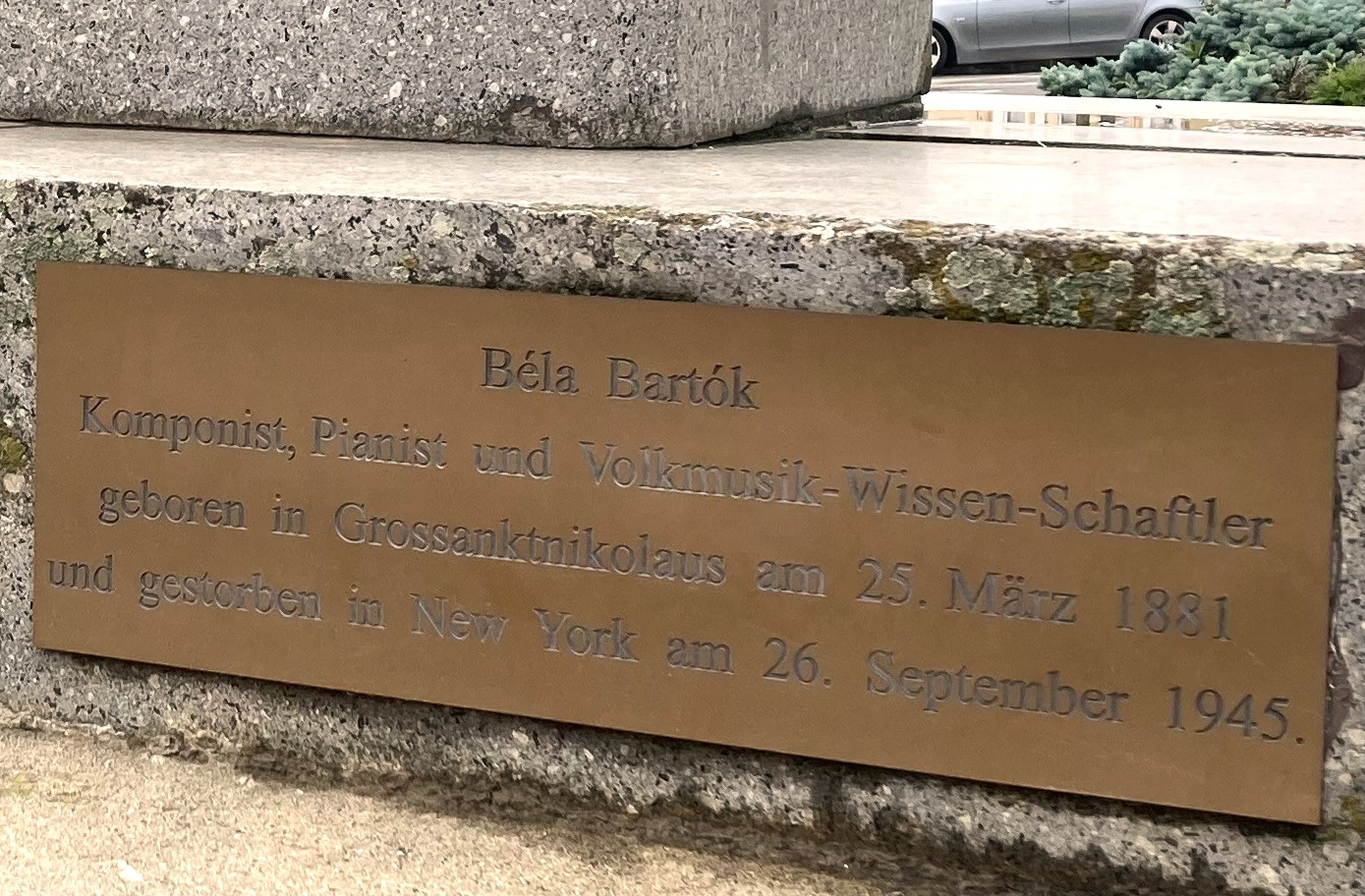
Inschrift auf dem Sockel

| 1880 | 10.836 | 3528   | 4676 | 1219 | 1411 |
| 1900 | 12.639 | 4179   | 5197 | 1928 | 1335 |
| 1930 | 10.676 | 4289   | 3842 | 1474 | 1071 |
| 1977 | 12.811 | 7970   | 2434 | 1395 | 1012 |
| 1992 | 13.083 | 9609   | 770  | 1389 | 1315 |
| 2002 | 12.914 | 10.127 | 379  | 1150 | 1258 |
| 2011 | 12.312 | 9074   | 890  | 259  | 2089 |
| 2021 | 10.627 | 7231   | 136  | 504  | 2756 |

## Persönlichkeiten

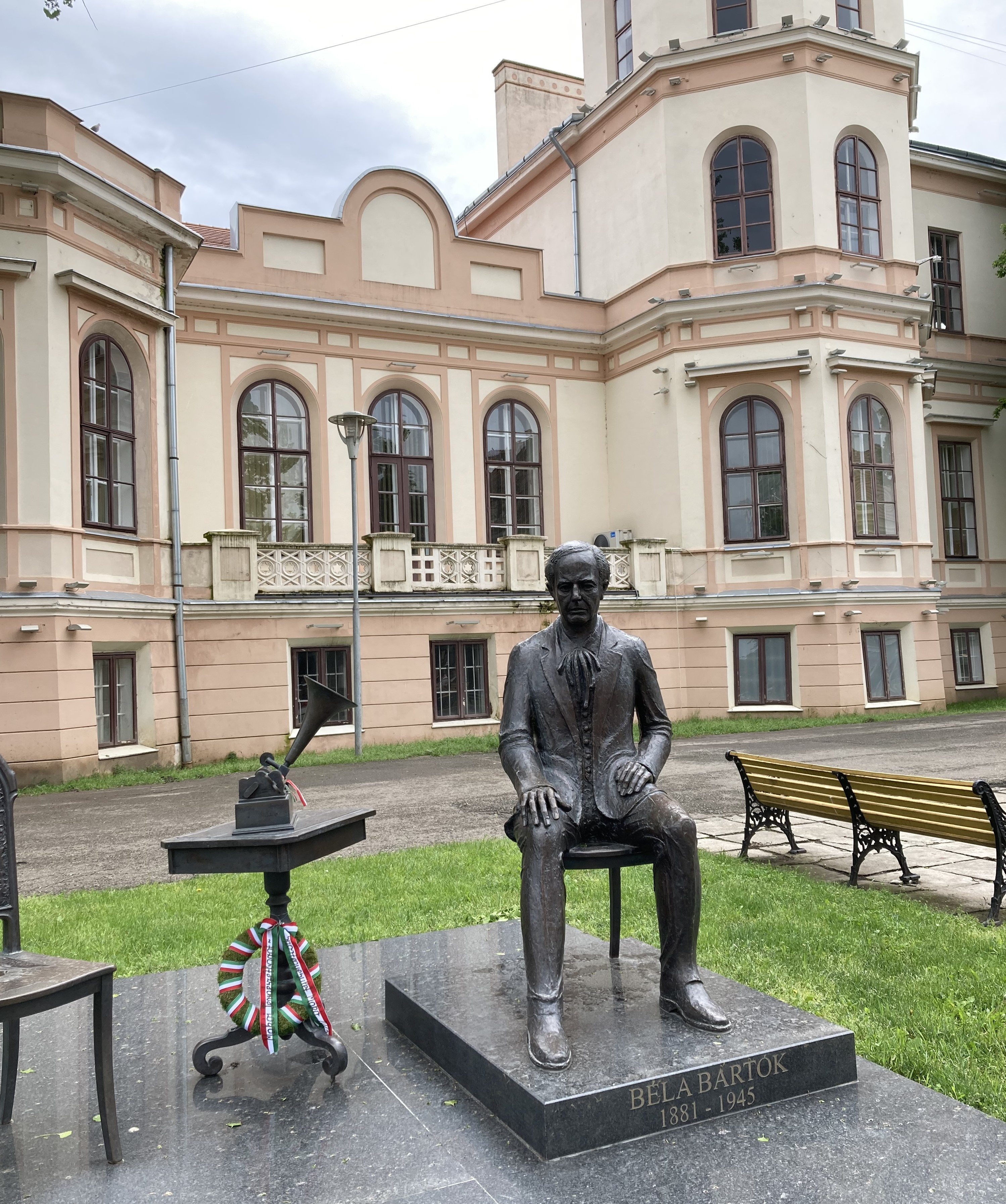
Béla Bartók Statue vor dem Náko-Schloss

- Miklós Révai (1750–1807), Sprachwissenschaftler, Hochschullehrer, Zeichner und Schriftsteller
- Alexander Nákó (1785–1848), Adliger
- Béla Bartók (1881–1945), Komponist
- Peter Mayer (1885–1962), Verwaltungsbeamter, Landrat von Kehl
- Hans Röhrich (1899–1988), Chirurg und Universitätsdozent
- Wilhelm Totok (1921–2017), Autor, Herausgeber und Bibliothekar
- Hans Haas (* 1939), Lokalhistoriker und Autor[9]
- Hans Dama (* 1944), Schriftsteller
- Werner Kremm (* 1951), Journalist und Autor
- Anton Sterbling (* 1953), Soziologe und Pädagoge
- Peter-Dietmar Leber (* 1959), Bundesvorsitzender und Bundesgeschäftsführer der Landsmannschaft der Banater Schwaben[10]
- Hartmut Mayerhoffer (* 1969), deutscher Handballspieler und -trainer
- Sabrin Sburlea (* 1989), Fußballspieler

## Partner- und Freundschaften
Sânnicolau Mare unterhält
- Partnerschaften:
  - Burgkirchen an der Alz in Deutschland (2003)
  - Kazincbarcika in Ungarn (2004)
  - Potenza Picena in Italien (2013)
- Freundschaft:
  - Stiftung Friedensdorf International, Deutschland (1993)
  - Rotes Kreuz Ludwigsburg, Deutschland (1994)